# Festival de films pour l'environnement
Le Festival de films pour l'environnement (FFPE) (anciennement Festival de films de Portneuf sur l'environnement) est le premier festival francophone de films en Amérique du Nord dédié principalement à l'environnement. Le FFPE est un événement annuel initié en 2004 par Rendez-vous culturels de Saint-Casimir (RVCSC), un organisme sans but lucratif fondé par Léo Denis Carpentier et une bande de bénévoles dévoués, sous la bénédiction de Jacques Languirand. Le festival se déroule dans la MRC de Portneuf, principalement dans le village de Saint-Casimir. Il se tient sur une dizaine de jours vers la fin avril, autour du Jour de la Terre. Il inclut une compétition internationale de films, des conférences, des activités scolaires et un Kabaret Kino, des conférences, des activités scolaires. La comédienne Geneviève Bilodeau est la marraine du festival.

## Compétition internationale de films
Le cœur du FFPE consiste en la compétition internationale de films. Les courts, moyens et longs métrages de partout sur la planète sont acceptés, tout comme les fictions, les films d'animations et les documentaires. Tous les films doivent être en français, ou du moins posséder des sous-titres français. Un volet relève inclut aussi des films réalisés par des jeunes de moins de 20 ans.

## Historique du festival

### 1reéditiondu 21 au 25 avril 2004
- Grand Prix : documentaire Les voleurs d'eau de Sébastien Elias
- Prix du Public et Prix Enviro : documentaire Make money Salut, Bonsoir! de Martin Frigon et Christian M. Fournier
- Prix Découverte : film d’animation Requiem de François Mercier et Martine Asselin
- Mention spéciale du jury pour le documentaire Il fait soleil chez toi de Catherine Veaux-Logeat

### 2eédition20 au 24 avril 2005
- Grand Prix et Prix du public : documentaire Le Compteur d'oiseaux de Bruno Boulianne
- Prix Environnement : documentaire Abloni/La chemise d'Alexandre Oktan
- Prix Découverte : film La Plaie de David Paré et Guillaume Perreault
- Prix Relève : film L'Eau fait rage de Pier-Luc Pépin

### 3eédition21 au 30 avril 2006
- Grand Prix : documentaire Le jardin de Pupa de Giulia Frati
- Prix Étranger : documentaire Aral, Chronique d’une mer asséchée de Nicolas Millet et Sylvain Tesson
- Prix Environnement : documentaire Tabou(e)! de Mario Desmarais
- Prix du public et Prix Découverte: documentaire L’île aux Fleurs de Katerine Giguère
- Prix Relève : film L’R de la fin de l’école secondaire Louis-Jobin de Saint-Raymond

### 4eédition20 au 29 avril 2007
- Grand Prix et prix du public : documentaire Le Porteur d'eau de Pascal Gélinas
- Prix Environnement : documentaire Le Retour du nucléaire de Jeannita Richard
- Prix Découverte : documentaire Douze stades olympiques pleins d'vidanges de David Leblanc et Guillaume Denommée
- Prix Film étranger : documentaire New Eldorado de Tibor Kocsis
- Prix Relève : documentaire Facteur Éolien de Isabelle Cadieux-Landreville
- Mention spéciale du jury pour le court documentaire Les Pilotes du Saint-Laurent de Guillaume Fortier

### 5eédition18 au 27 avril 2008
- Grand Prix : documentaire Le doigt dans l’œil de Julien Fréchette
- Prix Environnement : film 50 tonnes d’épinettes de Bruno Boulianne
- Prix Film étranger : film Inde - les gardiens de l’eau de Joël Franka
- Prix Découverte : film d'animation La colère des bois de David Bernier
- Prix Relève : film Petit pied Grosse empreinte de Katerine Gosselin, Jana Giguère, Véronique Cormier, Mélanie Desautels et Cassandra Kokenberg-Gallant

### 6eédition20 au 26 avril 2009
- Grand Prix : Enfants d’Armageddon de Fabienne Lips-Dumas
- Prix Découverte : film d’animation Les Anges déchets de Pierre-Marc Trudeau
- Prix Environnement : documentaire Homo Toxicus de Carole Poliquin
- Prix Film étranger : documentaire Le sel de la Terre de Bernard Surugue
- Prix du public et mention spéciale du Jury dans la catégorie Découverte : documentaire La Nature avant tout de Phil Comeau

### 7eédition16 au 25 avril 2010
- Grand Prix : H2Oil de Shannon Walsh
- Prix Environnement : documentaire La bataille de Rabaska de Magnus Isacsson et Martin Duckworth
- Prix Film étranger : documentaire La magie des haies de Sébastien Bradu et Marie-Odile Laulanie
- Prix du public : documentaire Visionnaires Planétaires de Sylvie Van Brabant
- Prix Relève : film d'animation Un drôle de petit chaperon rouge de l'école Roger Sudre (Revel, France) et de l'Association Cumulo Nimbus
- Prix Découverte : film Nous sommes de Kevin Papatie
- Mention spéciale du Jury pour le film Mémoire de pierre d'Aude Moreau-Gobard

### 8eédition22 au 30 avril 2011
- Grand Prix et prix du public : Chercher le courant de Nicolas Boisclair et d’Alexis de Gheldere
- Prix Film étranger : Tchernobyl, une histoire naturelle? de Luc Riolon
- Prix Relève : Association Cumulo-nimbus
- Mention spéciale du Jury décernée au film Les porteurs d’espoir de Fernand Dansereau[6]

### 9eédition20 au 28 avril 2012
- Grand Prix : République : un abécédaire populaire de Hugo Latulippe
- Prix Film étranger : documentaire Les ailes du soleil de Henri de Gerladre et Gedeon Programmes
- Prix Artistique : film Putti de Jacob Varghese
- Prix Relève : film Pour un oui pour un non de Michel Gauthier des Ateliers Cinécole et l'École du Bateau-Blanc
- Prix du Public : documentaire La Poubelle Province de Denis Blaquière
- Mention spéciale du Jury pour le documentaire La Poubelle Province de Denis Blaquière

### 10eédition19 au 27 avril 2013
- Grand Prix et Prix artistique québécois : Bydlo de Patrick Bouchard
- Prix du public : documentaire L’Ange des Grondines de Christian M. Fournier
- Prix Film étranger : documentaire La mort est dans le pré d'Eric Gueret
- Prix Relève : film L’escouade à la rescousse de l’École la Morelle de Saint-Ubalde
- Prix du public pour la relève : films D’hier à aujourd’hui de l’École du Bateau-Blanc de Saint-Casimir

### 11eédition18 au 26 avril 2014
- Grand Prix : documentaire Bidonville : Architectures de la ville future de Jean-Nicolas Orhon
- Prix du public : documentaire Tibet : Terre des braves de Geneviève Brault
- Prix Artistique québécois : documentaire Le Semeur de Julie Perron
- Prix Film étranger : documentaire No Gazaran de Doris Buttignol et Carole Menduni
- Prix Relève : film Salle en fumée de l'École du Bateau-Blanc (4e et 5e années)
- Prix du public pour la relève : films Blanche Neige se met au verre de l'École de Revel classe CE2
- Mention spéciale du Jury pour le documentaire Sans terre, c'est la faim de Amy Miller.

### 12eédition16 au 26 avril 2015
- Grand Prix Jacques Languirand : film Terre d’écueil de Michelle Kranot et Uri Kranot
- Prix du public : documentaire L’empreinte de Carole Poliquin et Yvan Dubuc
- Prix Artistique québécois :  documentaire Sayachapis de Mar Y Sol
- Prix film étranger : documentaire Cowspiracy: The Sustainability Secret de Kip Anderson et Keegan Kuhn
- Prix Relève : film WD-40 des élèves de la classe de 4e année de l’École Madeleine-de-Verchères

Jury composé de Geneviève Bilodeau, Hugo Latulippe, Mylène Paquette, Ségolène Roederer et Suzanne Allaire.

### 13eédition22 au 30 avril 2016
- Grand Prix du FFPE : documentaire Le jugement d’Hadwin de Sasha Snow
- Prix du public :  ex aequo, documentaires Bientôt dans vos assiettes! (de gré ou de force…) de Paul Moreira et Le jugement d’Hadwin de Sasha Snow
- Prix Artistique québécois :  documentaire Révérence: projet Monarque de Jean-Nicolas Orhon
- Prix film étranger : documentaire Bientôt dans vos assiettes! (de gré ou de force…) de Paul Moreira
- Mention spéciale : film Megwitetm (je me souviens) de Crystal Dawn Jerome

Jury composé de Geneviève Bilodeau, Mylène Paquette, Ségolène Roederer, Évelyne Guay et Christian Mathieu Fournier.

### 14eédition21 au 29 avril 2017
- Grand Prix du FFPE : documentaire Poussière d’Or de Julia Montfort
- Prix du public : documentaires L’autre face du Kilimandjaro de Marc-Grégor Campredon et Jean-Benoit Gamichon
- Prix Artistique québécois : documentaire Wigwas de Karl Chevrier
- Prix film étranger : documentaire Les animaux ont-ils des droits ? de Martin Blanchard
- Mention spéciale : film Frontera Invisible de Nicolás Richat et Nico Muzi

Jury composé de Geneviève Bilodeau, Mylène Paquette, Ségolène Roederer, Sébastien Merckling et Christian Mathieu Fournier.

## Reconnaissances
En 2005, le FFPE est finaliste pour l’obtention d’un Phénix de l’environnement dans la catégorie « Éducation et sensibilisation ». Cette même année, il est aussi finaliste dans la catégorie « L’Ambassadrice » du Gala Valoris de la région de Portneuf.
2007, Rendez-vous culturels de Saint-Casimir est récipiendaire du Grand Prix du Tourisme dans la catégorie Festivals et événements touristiques, budget d'exploitation de moins de 1 M$, pour l'organisation du Festival de films de Portneuf sur l'environnement.
2013, le Festival de films de Portneuf sur l'environnement est en nomination pour un prix Coup d'Éclat dans la catégorie Publicité à la télévision - Organisation avec budget de fonctionnement de 500 000 $ et moins organisé par la Société des Attractions Touristiques du Québec.
2014, le Festival de films de Portneuf sur l'environnement est en nomination pour un prix Coup d'Éclat dans la catégorie Publicité à la télévision - Organisation avec budget de fonctionnement de 500 000 $ et moins organisé par la Société des Attractions Touristiques du Québec.